# Blepharoctenucha
Blepharoctenucha är ett släkte av fjärilar. Blepharoctenucha ingår i familjen mätare.
Kladogram enligt Catalogue of Life:
| Blepharoctenucha | \| \| Blepharoctenucha kawabei \| \| \| \| \| \| Blepharoctenucha virescens \| \| \| \| |
|                  | \| \| Blepharoctenucha kawabei \| \| \| \| \| \| Blepharoctenucha virescens \| \| \| \| |
|                  | Blepharoctenucha kawabei                                                                |
|                  |                                                                                         |
|                  | Blepharoctenucha virescens                                                              |
|                  |                                                                                         |